# جان-روبير بيتي
درس جان روبير بيتي الكيمياء والفيزياء في جامعة غرونوبل وحصل على درجة الدكتوراه عام 1984 في علم المناخ القديم، حيث درس سجل الغبار الإيولي من نوى الجليد في قارة أنتاركتيكا.

## العمل الأكاديمي
عام 1999، كان المؤلف الرئيسي لدراسة نُشرت في مجلة نيتشر بعنوان «تاريخ المناخ والغلاف الجوي خلال 420 ألف سنة ماضية من نواة فوستوك الجليدية في أنتاركتيكا». قدّمت الورقة البحثية العلمية أول سجل مناخي طويل تم الحصول عليه من الجليد. وقدمت سجلاً مستمراً لدرجة الحرارة وتكوين الغلاف الجوي. كان للبيانات المستخرجة من قلب الجليد هذا آثار في مجالات علم الجليد وعلم المناخ القديم. من الملاحظات التي شملها البحث أن المستويات الحالية من ثاني أكسيد الكربون والميثان تبدو غير مسبوقة في الـ 420,000 سنة الماضية. استُشهد بهذه الورقة العلمية 3627 مرة حتى الآن.

## قلب الجليد
كان جان روبير أيضًا عضوًا في مشروع إبيكا، وهو فريق أوروبي حفر نواة جليدية في القبة سي، حيث قدم الفريق عام 2004 سجلّاً مناخيًا لفترة 740.000 عاماً.